# 티그라네스 2세

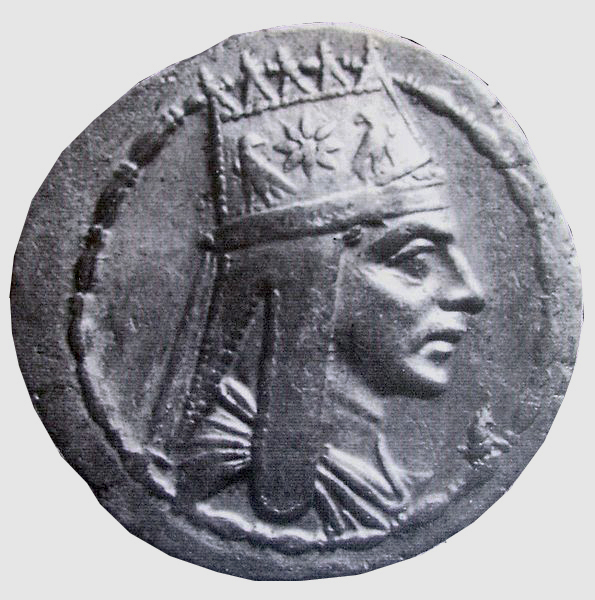
티그라네스 2세의 4드라크마 은화.

티그라네스 2세 메가스(그리스어: Τιγράνης Β´Μέγας, 기원전 140년 ~ 기원전 55년) 또는 티그란 2세 메츠(아르메니아어: Տիգրան Բ Մեծ)는 기원전 95년부터 기원전 55년까지 대아르메니아 왕국을 다스린 왕이다. 아르타셰산 왕조 출신으로 파르티아 제국의 약화를 틈타 메디아 지방과 시리아 지방으로 세력을 확대하여 대아르메니아 왕국의 전성기를 이끌었으나, 치세 말기에 로마 공화국과의 싸움에 패하여 정복지 대부분을 잃었다.

## 사진

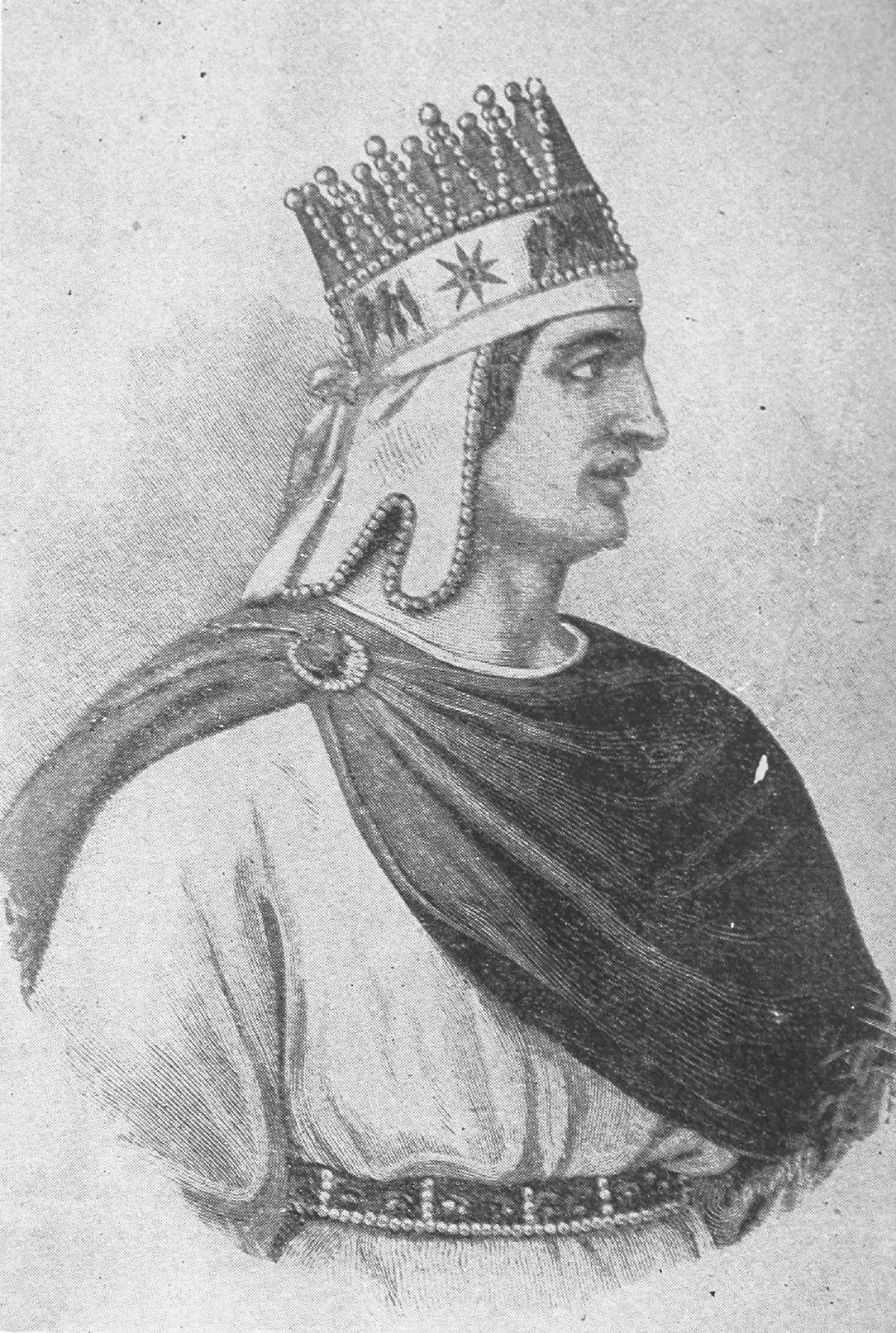
1898년 책 《Illustrated Armenia and the Armenians》에 그려진 티그란 2세
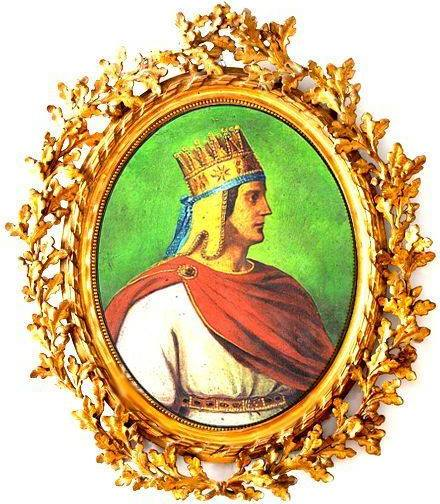
티그란 2세의 19세기 그림
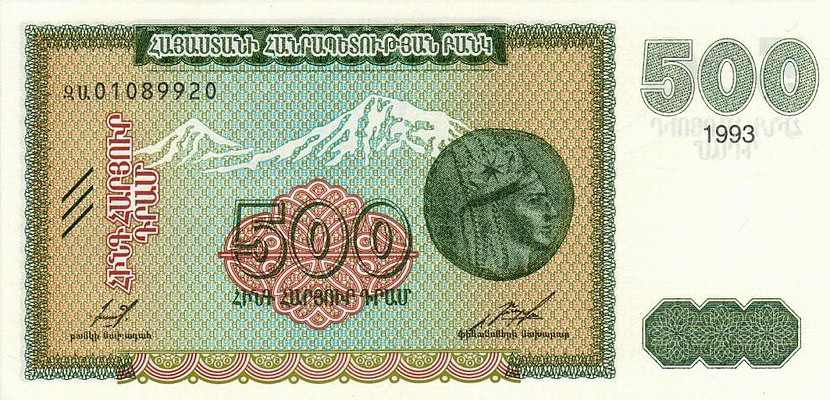
1993년 아르메니아 500 드람
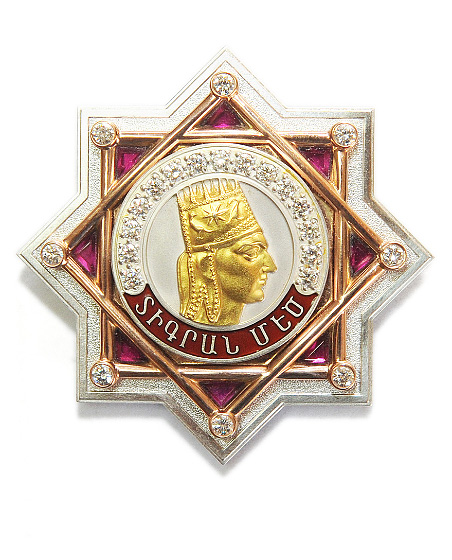
Order of Tigranes the Great

## 같이 보기
- 대아르메니아 왕국

## 참고 문헌
- Manandyan, Hakob. Tigranes II and Rome: A New Interpretation Based on Primary Sources. Trans. George Bournoutian. Costa Mesa, CA: Mazda Publishers, 2007.
- (아르메니아어) Manaseryan, Ruben. Տիգրան Մեծ՝ Հայկական Պայքարը Հռոմի և Պարթևաստանի Դեմ, մ.թ.ա. 94–64 թթ. (Tigran the Great: The Armenian Struggle Against Rome and Parthia, 94–64 B.C.). Yerevan: Lusakan Publishing, 2007.
- Lendering, Jona. “Tigranes II the Great”. Livius.org. 2013년 1월 29일에 원본 문서에서 보존된 문서. 2013년 8월 31일에 확인함.